# Born of Hope
Pour plus de détails, voir Fiche technique et Distribution.
Born of Hope est un fanfilm britannique réalisé par Kate Madison, sorti en 2009.

## Synopsis
À la fin du Troisième Âge, le pouvoir de Sauron grandit. Il envoie ses orques à la recherche des restes de la lignée d'Elendil chez les Dúnedain. Dírhael, sa femme Ivorwen et leur fille Gilraen tentent d'échapper à une attaque de leur village quand ils sont pris en embuscade par les orques sur un chemin forestier, et sauvés par un groupe de rôdeurs dirigé par Arathorn. N'ayant pas d'endroit plus sûr où aller, les réfugiés vont avec Arathorn à Taurdal, le village dirigé par son père le chef des Dúnedain, Arador. Une fois arrivés, Arathorn et Arador s'interrogent sur les motivations des orques après avoir trouvé des bijoux sur leurs corps. Pendant son séjour à Taurdal, Gilraen tombe amoureuse d'Arathorn.
À la lumière des attaques contre les villages environnants, Arador envoie ses troupes contre les orques pour tenter de rétablir la paix dans la région. Pendant ce temps, il envoie Arathorn découvrir le sens des attaques. Arathorn découvre que les orques sont au service de Sauron, qui cherche l'Anneau de Barahir. Arador bénit l'union d'Arathorn et Gilraen, mais Arathorn manque de courage pour demander à Dirhael la main de sa fille. Arador se rend à Fondcombe pour prendre le conseil d'Elrond, le mariage est reporté jusqu'à son retour. Arathorn finit par rassembler le courage d'affronter Dirhael, et Arathorn et Gilraen sont mariés.
Un an plus tard, Arador est tué par un troll des collines dans les Monts Brumeux, faisant d'Arathorn le chef des Dúnedain. Gilraen tombe enceinte et donne naissance à un fils, Aragorn. Taurdal connaît la paix pendant un certain temps, jusqu'à ce qu'Elladan et Elrohir arrivent avec des nouvelles de Fondcombe. Ayant senti le danger qui menace à nouveau la région, Elrond a en effet envoyé ses deux fils pour porter son conseil : que Gilraen et Aragorn soient mis en sécurité à Imladris, comme c'est la tradition avec tous les héritiers des chefs des Dúnedain, tandis qu'Arathorn doit mettre en sécurité les Dúnedain. Avant qu'Arathorn et Gilraen n'arrivent à une décision, les orques attaquent le village. Ils sont repoussés, cependant beaucoup de rôdeurs sont tombés. Arathorn conduit alors les rôdeurs à la poursuite des orques. Arathorn est mortellement blessé. Sans un chef capable de les conduire, les Dúnedain quittent Taurdal et se cachent dans la forêt de Rhudaur, tandis qu'Elladan et Elrohir conduisent Aragorn et Gilraen à Fondcombe.

## Correspondance avec l'œuvre de Tolkien
Tolkien a donné peu de détails concernant les personnages d'Arador, d'Arathorn et Gilraen. Parmi les quelques informations sur ces personnages, il a écrit que Gilraen et Arathorn se marient un an avant la mort d'Arador, tué par un troll, qu'Aragorn naît l'année suivante et qu'Arathorn meurt en compagnie d'Elladan et Elrohir après avoir reçu une flèche orque dans l'œil. Ces éléments sont présents dans le film, bien que légèrement déformés par rapport à l'œuvre originale.

## Fiche technique
- Titre original : Born of Hope
- Réalisation : Kate Madison
- Scénario : Paula DiSante, Christopher Dane, Kate Madison et Matt Wood, d'après l'œuvre de J. R. R. Tolkien
- Production : Kate Madison
- Société de production : Actors At Work Productions
- Distribution : Dailymotion, YouTube
- Budget : 25 000 £
- Musique : Tobias Bublat, Adam Langston, Jacob Shelby et Rob Westwood
- Photographie : Neill Phillips
- Montage : Christopher Dane
- Pays d'origine : Royaume-Uni
- Format : Couleurs
- Genre : Aventure, fantastique
- Durée : 68 minutes
- Date de sortie : 1er décembre 2009[2]

## Distribution
- Iain Marshall : Arador, chef des Dúnedain
- Christopher Dane : Arathorn, fils d'Arador
- Kate Madison : Elgarain[3], rôdeuse et amie d'Arathorn
- Danny George : Dírhaborn[3], rôdeur
- Raphael Edwards : Mallor[3], rôdeur
- Howard Corlett : Halbaron[3], bras droit d'Arathorn et chef de facto des Dúnedain après sa mort
- Lars Mattes et Ollie Goodchild : Halbarad, fils d'Halbaron
- Amani Johara : Evonyn[3], femme de Halbaron
- Amylea Meiklejohn et Phoebe Chambers : Maia[3], réfugiée échappée des orcs, et adoptée par Halbaron et Evonyn
- Andrew McDonald : Dírhael, ami et parent de Arador
- Beth Aynsley : Gilraen, fille d'Ivorwen et de Dírhael
- Tom Quick : Dorlad[3], frère de Gilraen, tué pendant un raid sur leur village
- Philippa Hammond : Ivorwen, mère de Gilraen
- Luke Johnston, Robert Harvey et Jonah McLafferty : Aragorn
- Matt et Sam Kennard : respectivement Elladan et Elrohir, frères jumeaux et fils d'Elrond
- Richard Roberts : Shaknar[3], chef orc
- Lewis Penfold : Gorganog[3], orc menant l'attaque sur Taurdal

## Autour du film
L'idée du film est née en 2003 lorsque la réalisatrice / productrice / actrice Kate Madison voulu présenter un film pour le Tolkien Fan Film Exhibition. À l'origine modeste, le projet a augmenté jusqu'en avril 2006 lorsque le premier test shoot eu lieu. Le tournage a commencé en juin 2008 et s'est poursuivi jusqu'en 2009.
Le film, particulièrement low-budget en comparaison avec la trilogie de Peter Jackson, a été financé à hauteur de 8 000 £ par l'assurance-vie de Kate Madison, et à hauteur de 17 000 £ par les fonds collectés à la suite de la publication sur internet d'une bande annonce, portant ainsi le budget du film à 25 000 £.
Le film a été tourné au Royaume-Uni, en particulier au Pays de Galles et en Angleterre :
- Brecon Beacons, Powys, Pays de Galles ;
- Snowdonia, Gwynedd, Pays de Galles : vues aériennes ;
- Clearwell Caves, Coleford, Forêt de Dean, Gloucestershire, Angleterre ;
- Epping Forest, Essex, Angleterre : scènes de forêt[5] ;
- West Stow, Suffolk, Angleterre : c'est là qu'a été tourné l'essentiel du film.

Le film a été présenté au Ring*Con 2009 en octobre 2009 avant d'être proposé gratuitement en streaming sur Dailymotion puis YouTube.

## Réception critique
Wendy Ide, du Times, a décerné au film 4 étoiles sur 5, en qualifiant le film de phénomène Internet justifié.